# Frauen in der Résistance
Nach der Eroberung von Teilen Frankreichs durch deutsche Truppen im Juni 1940 wurden verschiedene Widerstandsgruppen gegründet, die gegen die Besatzung vorgingen und sich zu diesem Zweck planmäßig organisierten. Frauen spielten innerhalb der französischen Résistance in vielen Gruppierungen eine besondere Rolle. Eine der ersten Gruppen war eine Widerstandszelle, die sich nach dem Einmarsch deutscher Besatzungstruppen in Paris spontan aus Mitarbeiter(inne)n des Musée National des Arts et Traditions Populaires (Museum für Kunstgewerbe) im Pariser Palais de Chaillot bildete. Eines der frühen Zeugnisse dieser Widerstandsaktivitäten mit Porträts der Gruppenmitglieder sowie deren Lebenswegen findet sich im Tagebuch von Agnès Humbert, das 1946 in Paris unter dem Titel „Notre Guerre“ erschien.

## Rollen und Aufgaben
Frauen in der Résistance gegen die deutsche Besetzung gaben unter anderem Informationen über die Ausrüstung der deutschen Wehrmacht und Truppenbewegungen an die Alliierten weiter und waren als Verbindungsfrauen bei der Beschaffung und Übermittlung von Nachrichten beteiligt. Dazu gehörten die Verteilung von illegalen Flugblättern, gefälschten Papieren und die Fluchthilfe. Sie kümmerten sich in ihren teils erlernten Berufen als Krankenschwestern oder Ärztinnen um Verwundete. Sie arbeiteten im Hintergrund bei der Verpflegung der Aktivisten mit, die oft auch ein sicheres Versteck benötigten. Frauen kämpften in den Mouvements, in den Réseaux, im Maquis und in der Armee. Im Verlauf ihrer Widerstandszeit konnten die Kombattantinnen mehreren Gruppen gleichzeitig oder nacheinander angehören, was nicht den Regeln der Konspiration entsprach. Einige Widerstandskämpferinnen wiesen eine große Mobilität und Flexibilität bei der Durchführung ihrer Aufgaben auf und legten in ihrer Widerstandszeit lange Strecken zurück.
Im aktiven Widerstand ging die Résistance dazu über, mit Sabotageakten die Infrastruktur der Deutschen zu stören und Versorgungslinien zu unterbrechen. Anschlagsziele waren daher unter anderem Straßen- und Schienennetze einschließlich der Transporte von Waffen und weiteren Versorgungsgütern. Bei den Sabotageakten waren auch häufig Frauen im Einsatz, um Waffen und Munition zu transportieren, Nachrichten an Aktivisten zu überbringen oder bei Anschlägen Spuren zu beseitigen. Sie waren dabei einem deutlich höheren Risiko ausgesetzt als jene, die die Anschläge ausübten.
Die Historikerin Christine Levisse-Touzé schreibt über die verschiedenen Aktivitäten von Frauen in der französischen Résistance:
Die Frauen „schlossen sich der Widerstandsbewegung France Libre (Freies Frankreich) an, die General de Gaulle im Londoner Exil gegründet hatte. Einige leiteten Widerstandsgruppen, Marie-Madeleine Fourcade z. B. die Gruppe Alliance, doch das war eher die Ausnahme. 53 Frauen, darunter fünf aus der gaullistischen Widerstandsbewegung, wurden von der Sonderabteilung Special operations executive (im Juli 1940 von Churchill eingerichtet) im Fallschirm auf französischem Boden abgesetzt, um Informationen über die Besatzer zu sammeln. Frauen aus Nordafrika wiederum agierten im Nachrichtenapparat. Sie wurden festgenommen und nach Ravensbrück deportiert.“

## Forschungslage
Erst seit den 1970er Jahren – vor dem Hintergrund von Zeugenaussagen in Prozessen, wie im Prozess gegen Klaus Barbie – wurde die Rolle von Frauen in der Résistance in der französischen Öffentlichkeit erneut thematisiert. Die frühen Zeugnisse aus der Zeit nach der Befreiung und nach dem Ende des Krieges wie z. B. das Tagebuch der Agnès Humbert aus dem Jahr 1946 blieben sehr schnell unbeachtet. Die Geschichte der Résistance und die Rolle der Frauen ist gegenwärtig häufig Teil der Genderforschung.
Gelegentlich wird darauf verwiesen, dass es mehr englischsprachige Literatur zum Thema als französischsprachige gebe. Margaret Collins Weitz von der Suffolk University, Boston, USA, intensivierte 1995 die Debatte mit ihrem Buch Sisters in the Resistance. The Women’s War to Free France, 1940–1945. Allerdings existiert ein beträchtlicher Bestand an Zeugnis- und Forschungsliteratur in Frankreich bereits seit dem Ende des deutschen Besatzungsregimes; darin wurde jedoch kultur- und epochenbezogen keine explizite Rollenanalyse der Frauen in der Résistance unternommen. In der Arbeit von M. Collins Weitz berichtet eine Vielzahl von Zeitzeuginnen über ihre Erfahrungen. In den Actes du Colloques de Berlin (2003) weisen die Historiker(-innen) darauf hin, dass die Forschungslage über die Résistance intérieure sehr dürftig sei. Viele Frauen nahmen trotz ihrer politisch-rechtlichen Ungleichheit ihre staatsbürgerlichen Rechte wahr und leisteten Widerstand gegen die Besatzungsmacht. Zudem gab es viele Demonstrationen von Frauen gegen die schlechte Versorgungslage oder Solidaritätsbekundungen gegenüber Juden oder Jüdinnen nach der Verordnung über das Tragen des Judensterns. Die MOI-FTP (Francs-tireurs et partisans- main d'oeuvre immigrée), bewaffnete Einheiten der PCF, wurden häufig von Menschen jüdischer Herkunft gebildet, die sich aus Polen, Ungarn, Italien und Rumänien nach Frankreich gerettet hatten. Sabine Zeitoun weist auf die bedeutenden Aktivitäten des jüdischen Hilfswerks (O.S.E.) und dessen Leiterin Madeleine Dreyfus hin, die mit einer beispiellosen Unterstützung der Dorfgemeinden vom Plateau vivarais das Leben von zahlreichen jüdischen Kindern retten konnte.

## Liste von Frauen in der Résistance
| Name                             | Daten         | Anmerkungen | Bild |
| -------------------------------- | ------------- | --- | ---- |
| Berty Albrecht                   | 1893–1943     | Mitgründerin einer Widerstandsgruppe in Frankreich |      |
| Agniel, Michèle                  | 1926–         | Réseau d’évasion Bourgogne |      |
| Lucie Aubrac                     | 1912–2007     | Französische Geschichtslehrerin |      |
| Josephine Baker                  | 1906–1975     | US-amerikanische Tänzerin und Schauspielerin |      |
| Olga Bancic                      | 1912–1944     | Rumänische Kämpferin der Résistance |      |
| Beaumanoir, Anne (Annette)       | 1923–2022     | Parti communiste français |      |
| Mélanie Berger-Volle             | 1921          | Österreichisch-französische Schneiderin und trotzkistische Widerstandskämpferin |      |
| France Bloch-Sérazin             | 1913–1943     | Französische Kämpferin der Résistance |      |
| Marguérite Bouillon-Housiau      | 1926–2020     | SRA, presse clandestine, service de renseignements, Belgique |      |
| Franceline Bloch                 | 1919          | EIF, Armée juive |      |
| Fernande Brouwez                 | 1926–2021     | Milices patriotiques du F.I. (Belgien) |      |
| Fernande Carlier                 | 1923          | Partisans armés (F.I.), Belgien |      |
| Danielle Casanova                | 1909–1943     | Kommunistin, starb in Auschwitz |      |
| Régine Chatelain                 | 1923          | Groupe Jacques Messner; S.R. Kléber, Réseau Marco |      |
| Chatenay-Crémer, Anne Marie      | 1928–2014     | Maquis du Berry |      |
| Rachel Cheigam                   | 1917–2018     | Réseau Anti-Axe, Armée Juive |      |
| Claudine Chomat                  | 1915–1995     | Kommunistin, Comités féminins de résistance |      |
| Marie-Josè Chombart de Lauwe     | 1923–         | Renseignement: Evasion Georges, France 31 |      |
| Suzanne Citron                   | 1922–2018     | Réseau Périclès - Témoignage chrétien, Mouvement unis de Résistance |      |
| Marianne Cohn                    | 1922–1944     | Fürsorgerin, war eine Organisatorin der Zionistischen Jugend in der Südzone des besetzten Frankreichs. |      |
| Yvonne Cormeau                   | 1909–1997     | Sie landete am 23. August 1943 mit ihrem Fallschirm im von den Deutschen besetzten Frankreich, um dort als Funkerin die Résistance zu unterstützen. |      |
| Marie Dorothée de Croy           | 1924–2005     | Unterstützung des Maquis „Morvan“ |      |
| Charlotte Delbo                  | 1913–1985     | Künstlerin und Schriftstellerin, schloss sich der Widerstandsgruppe um den marxistischen Philosophen Georges Politzer an. |      |
| Marie Déletraz                   | 1891–?        | Maquis |      |
| Deroubaix, Rose                  | 1924          | belgische Widerstandskämpferin; F.I. (1941), Groupe G (1943) |      |
| Marie Louise Dissard             | 1880–1957     | Fluchthelferin alliierter Soldaten. |      |
| Emmy Dörfel                      | 1908–2002     | Krankenschwester, Mitglied der KPD; schloss sich 1937 den Internationalen Brigaden in Spanien an. Danach kämpfte sie in der französischen Résistance. |      |
| Dreyfus, Madeleine               | 1909-1987     | Oeuvres de secours aux enfants (OSE) in Chambon-sur-Lignon: Unterbringung von jüdischen Kindern und Jugendlichen in Familien; Kurierin, Réseau Garel; Festnahme 1943: Deportation von Drancy nach Bergen-Belsen, Befreiung: 1945. |      |
| Marguerite Duras                 | 1914–1996     | Schriftstellerin, Drehbuchautorin und Filmregisseurin, schloss sich 1940 aber einer Résistance-Gruppe an. |      |
| Gabrielle Ferrières              | 1901–2001     | Mouvement Libération Nord; Réseau Cohors |      |
| Fillet, Marie (Médard)           | 1921-2013     | Réseau Jonque |      |
| Marie-Madeleine Fourcade         | 1909–1989     | leitete die Widerstands- bzw. Spionagegruppe „Alliance“. |      |
| Jacqueline Fleury                | 1925–         | Défense de la France, Mithridate (réseau) |      |
| Liliane, Frisch                  | 1924–?        | |      |
| de Gaulle-Anthonioz, Geneviève   | 1920–2002     | war bei der Organisation des Nachrichtendienstes aktiv. 1987 trat sie als Zeugin im Prozess gegen Klaus Barbie auf. |      |
| Goldberg, Sarah                  | 1921–2003     | Mitglied der Roten Kapelle |      |
| Paulette Gutwirth (Dreyfus)      | 1922–?        | EIF, sixième |      |
| Marie Hackin                     | 1905–1941     | Orientarchäologin und Mitglied der Freien Französischen Streitkräfte (FFL), Ehefrau von Joseph Hackin, posthum ausgezeichnet als Compagnon de la Libération mit dem Ordre de la Libération sowie mit dem Croix de Guerre mit Palmenzweig |      |
| Hautval, Adelaide                | 1906-1988     | Psychiaterin, Ärztin, Widerstandskämpferin |      |
| Agnès Humbert                    | 1894–1963     | Mitarbeiterin im „Musée Nationale des Arts et Traditions Populaires“, Palais de Chaillot, Flugblattaktionen, Nachrichtenübermittlung ab September 1940; Mitglied der Widerstandsgruppe Musée de l’Homme |      |
| Emma Ickowicz                    | 1911–?        | |      |
| Hélène Igla                      | 1913–1943     | Mitglied der FTP-MOI |      |
| Andrée de Jongh                  | 1916–2007     | Belgierin; Krankenschwester; organisierte das Fluchtnetzwerk 'Réseau Comète' (dt.: Kometenlinie); |      |
| Doris Kahane                     | 1920–1976     | Deutsche; CALPO, Propaganda gegen die NS-Besatzungsarmee. |      |
| Hanna Kamieniecki                | 1924–2020     | Parti communiste |      |
| Marie Médard (Fillet)            | 1921–2013     | Réseau Jonque |      |
| Noor Inayat Khan                 | 1914–1944     | auch „Nora Baker“ und „Madeleine“, Tochter von Hazrat Inayat Khan, Schriftstellerin, Musikerin, Sufimeisterin und britische Agentin. Sie landete mit ihrem Fallschirm im von den Deutschen besetzten Frankreich, um dort als Funkerin die Résistance zu unterstützen. Ermordet 1944 im KZ Dachau.                                                    |      |
| Hélène Kro                       | 1913–1942     | Richtiger Name: Hania Mansfeld. Polnische Kommunistin, Jüdin, Mitglied der FTP-MOI |      |
| Rega Levine                      |               | Mitglied der FTP-MOI |      |
| Renée Lévy                       | 1906–1943     | Mitglied der Widerstandsgruppe Musée de l'Homme |      |
| Lise London                      | 1916–2012     | Kommunistin |      |
| Suzanne Masson                   | 1901–1943     | Französische Industriezeichnerin, Gewerkschafterin und Kommunistin sowie Widerstandskämpferin in der Résistance. Im Juni 1940 verteilte sie im von der deutschen Wehrmacht besetzten Paris Flugblätter und organisierte Volksausschüsse (comités populaires). In La Courneuve war sie maßgeblich am Aufbau der dortigen Résistance-Gruppe beteiligt. |      |
| Andrée Monier-Blachère           | 1922–         | Parti communiste; Forces unies de la jeunesse patriotique |      |
| Paulette Neu (Benroubi-Khantine) | ?             | Réseau Sixième-EIF Maquis Juif de la Montagne Noire |      |
| Renée Nourry-Souliman            | 1923–2013 (?) | Groupe Jacques Messner, Réseau Marco |      |
| Simone Perl (Lévy)               | 1917-2004     | Combat |      |
| Madeleine Riffaud                | 1924          | Journalistin, Schriftstellerin |      |
| Élise Rivet                      | 1890–1945     | Katholische Nonne, starb im KZ Ravensbrück |      |
| Charline Roy Haag                | 1919–2013     | Maquis du Lomont |      |
| Lilian Rolfe                     | 1914–1945     | Starb im KZ Ravensbrück |      |
| Jacqueline Sabatier              | 1924–         | Francs-Tireurs et partisans francais |      |
| Evelyne Sullerot                 | 1924–2017     | Réseau Charles Verny, maquis en Sologne |      |
| Irma Schwager                    | 1920–2015     | Österreicherin; entkam 1939 einem Internierungslager und schloss sich der Résistance an. |      |
| Suzanne Spaak                    | 1905–1944     | französisch-belgische Résistance-Kämpferin der Roten Kapelle. |      |
| Germaine Tillion                 | 1907–2008     | Ethnologin. Kommandantin der ersten Gruppe der Résistance, die sich im besetzten Gebiet bildete, der Groupe du Musée de l'Homme. |      |
| Dora Schaul                      | 1913–1999     | Jüdischer Flüchtling (1934), 1939 Internierung, Flucht aus Internierungslager 1942, unter dem Decknamen Renée Fabre arbeitete sie für die Résistance in verschiedenen deutschen Dienststellen und sammelte wichtige strategische Informationen. |      |
| Marie-Louise Streisguth          | 1914          | Widerstandskämpferin, liaison avec le réseau Mithridate, deportiert nach Mauthausen, 1945: Befreiung |      |
| Elsa Triolet                     | 1896–1970     | Schriftstellerin |      |
| Marie-Claude Vaillant-Couturier  | 1912–1996     | Fotografin, Journalistin; veröffentlichte während der deutschen Besetzung Frankreichs heimliche Berichte, die gegen die Besatzer gerichtet waren; koordinierte später den zivilen und den militärischen Widerstand mit. |      |
| Rose Valland                     | 1898–1980     | Kunsthistorikerin, französische Widerstandskämpferin, Offizierin der französischen Armee und eine der meistdekorierten Frauen der französischen Geschichte. |      |
| Hélène Viannay                   | 1917–2006     | Défense de la France, maquis de Ronquerolles |      |
| Jeanne Vandercoilden             | 1924-2007     | belgische Widerstandskämpferin, 4 mouvements et 4 réseaux |      |
| Nancy Wake                       | 1912–2011     | Höchstdekorierte Frau der Alliierten, war Résistance-Kämpferin und britische Agentin. |      |
| Emmy Weisheimer                  | 1918–?        | Groupe du scoutisme féminin |      |
| Nelly Willer (Scheigam)          | 1924–         | Armée juive, mouvement zioniste |      |
| Irene Wosikowski                 | 1910–1944     | Deutsche Emigrantin, KPD, interniert in Gurs, arbeitete in Marseille für die Travail allemand (Deutsche Arbeit), von der Gestapo verhaftet und in Berlin-Plötzensee hingerichtet. Französische Patrioten verliehen ihr für ihre Standhaftigkeit unter der schweren Gestapo-Folter liebevoll den Ehrennamen „La Femme Allemande“.                     |      |